# حي النجمة الحمراء (عدن)
حي النجمة الحمراء هو أحد أحياء مديرية التواهي في محافظة عدن اليمنية. يبلغ تعداد سكانه 13655 نسمة حسب التعداد السكاني في اليمن لعام 2004.